# Pedara
Pedara is een gemeente in de Italiaanse provincie Catania (regio Sicilië) en telt 11.233 inwoners (31-12-2004). De oppervlakte bedraagt 19,2 km2, de bevolkingsdichtheid is 585 inwoners per km2.

## Geografie
De gemeente ligt op ongeveer 610 m boven zeeniveau.
Pedara grenst aan de volgende gemeenten: Mascalucia, Nicolosi, San Giovanni la Punta, Trecastagni, Tremestieri Etneo, Zafferana Etnea.